# Chung Myung-wha
Dans ce nom coréen, le nom de famille, Chung, précède le nom personnel.
Pour les articles homonymes, voir Chung.
Chung Myung-wha, née le 19 mars 1944 à Séoul, est une violoncelliste classique sud-coréenne naturalisée américaine.

## Biographie
Chung Myung-wha naît le 19 mars 1944 à Séoul,.
Violoncelliste virtuose, elle se produit en soliste avec l'Orchestre symphonique de Séoul dès l'âge de 11 ans. À 13 ans, elle est la plus jeune interprète à remporter le Concours national coréen.
Chung Myung-wha étudie ensuite avec Leonard Rose à la Juilliard School de New York entre 1961 et 1965, puis à l'Université de Californie du Sud de Los Angeles auprès de Gregor Piatigorsky entre 1965 et 1968,.
Comme soliste, elle fait ses débuts aux États-Unis à San Francisco en 1967 et ses débuts en Europe à Spolète en 1969.
En 1971, elle remporte le Concours international de musique de Genève et se produit dès lors avec de grands orchestres aux États-Unis et en Europe, et participe à de nombreux festivals internationaux,
La même année, elle est naturalisée américaine.
Comme chambriste, Chung Myung-wha joue en trio avec sa sœur Kyung-wha (violon) et son frère Myung-whun (piano),.
Au disque, son enregistrement des Variations sur un thème rococo de Tchaïkovski avec l'Orchestre philharmonique de Los Angeles est salué par la critique.
Comme pédagogue, elle est nommée au Mannes College of Music de New York en 1991, et devient professeure à l'Université nationale des arts de Corée en 1993.
Chung Myung-wha joue sur un Stradivarius, le « Braga », daté de 1731,.